# صفحه بیسمارک شمالی
صفحه بیسمارک شمالی (انگلیسی: North Bismarck Plate) یک صفحه زمین‌ساختی کوچک است که در دریای بیسمارک در ساحل شمال شرقی گینه نو قرار دارد.

## زمین‌ساخت
صفحه بیسمارک شمالی به سمت شمال با صفحه اقیانوس آرام و صفحه کارولین برخورد دارد و بخشی از قسمت غربی آن به زیر صفحه وودلارک در گینه نو فرورانده می‌شود. این صفحه توسط یک مرز واگرا به نام خط‌واره لرزه‌ای دریای بیسمارک از صفحه بیسمارک جنوبی جدا می‌شود. صفحه بیسمارک شمالی در امتداد صفحه اقیانوس آرام در حال حرکت به سمت شرق است و منطقه لرزه‌ای بسیار فعالی به‌شمار می‌رود. درازگودال مانوس میان صفحه بیسمارک شمالی و صفحه کارولین قرار گرفته و درازگودال کلینالایی مرز میان این صفحه و صفحه اقیانوس آرام محسوب می‌شود.